# Javier de Olazábal
Francisco Javier de Olazábal y Mendóça, S.J., conocido como Padre Javier de Olazábal o ‘‘‘Padre Ola’’’ (San Juan de Luz, Pirineos Atlánticos, Francia, 7 de enero de 1909 – Culión, Filipinas, 10 de septiembre de 1988) fue un sacerdote jesuita español y misionero que destacó por su labor entre los leprosos de Culión, Filipinas.

## Infancia y juventud
Javier nació en Villa Itchola, San Juan de Luz, Francia, el 7 de enero de 1909, en el seno de una aristocrática familia guipuzcoana. Fue el quinto hijo de Ramón de Olazábal y Álvarez de Eulate y Maria Luísa de Mendóça Rolim de Moura Barreto, dama portuguesa hija de Augusto Pedro de Mendóça Rolim de Moura Barreto, III Conde de Azambuja y de Maria da Assunção Ferreira, heredera de una gran fortuna en Oporto y en Alto Duero.
En San Juan de Luz, tenía desde 1868 instalada su residencia Tirso de Olazábal, conde de Arbelaiz, destacado político carlista y abuelo paterno de Javier. Tras ocupar desde muy joven cargos de responsabilidad pública, al término de la tercera guerra carlista, en la que había participado activamente (tanto en los trabajos de conspiración, como en los estrictamente militares), ejerció desde su exilio en la comuna francesa un notable protagonismo en la dirección del movimiento carlista, siendo nombrado Jefe Delegado de las provincias de Vascongadas y Navarra entre 1887 y 1913 . Los salones de Villa Arbelaiz recibían con frecuencia a los jesuitas, de los que Tirso era admirador y amigo (y con los que se había educado, al haber frecuentado en su juventud el colegio de La Sauve, cerca de Burdeos). 
En San Juan de Luz, con sus padres y hermanos y los demás miembros de la familia, pasó Javier los primeros seis años. En casa aprendió las primeras letras y las primeras nociones del catecismo, y una profesora particular le enseñó el francés, al que, años más tarde, añadiría el portugués, aprendido en su estancia en Portugal.
Al comenzar la Primera Guerra Mundial, los Olazábal, conocidos por su cercanía a los círculos austriacos, se vieron presionados por la opinión pública francesa. Su red de relaciones y amistades los llevó a abandonar Francia en 1915, temiendo represalias por parte de las autoridades francesas. Los Condes de Arbelaiz se trasladaron provisionalmente a San Lorenzo de El Escorial, fijándose después en San Sebastián, donde permanecerían hasta sus últimos días. Ramón, padre de Javier, se trasladó con su familia a Portugal, instalándose en el Palácio de Seteais, en Sintra, propiedad de los Mendóça. En 1916, regresaron a España, estableciéndose en San Sebastián, y posteriormente, el año 1919, volvieran definitivamente a Portugal, concretamente a Praia da Granja, cerca de Oporto, ciudad donde la familia de Maria Luísa de Mendóça tenía intereses comerciales.

## Estudios en España e ingreso en Ingreso en la Compañía de Jesús
Javier estudió bachillerato en el Colegio de los Marianistas de San Sebastián y Derecho en la Universidad de Deusto, en Bilbao. Terminada la carrera, tras un periodo de reflexión acerca de su vocación religiosa se traslada a la casa noviciado de Tournai, en Bélgica, para ingresar en la Compañía de Jesús. En el noviciado se despiertan sus deseos de trabajar para los enfermos de lepra de Culión, al recibir noticias de la labor que desde 1915 estaba realizando el Padre Felipe Millán, S.J., conocido como el “Padre de Los Leprosos”, en la isla. 
Supera todas las etapas inherentes a la formación de jesuita y a la carrera sacerdotal: el Juniorado, como paso siguiente al Noviciado. Estudios de Filosofía, primero en el Colegio de Durango (Vizcaya) y después en el convento de Oña (Álava). La Prueba de Magisterio, como profesor de francés de la Universidad de Deusto durante tres años, y por último, estudios de Teología, de nuevo en Oña, en donde pasa tres años. Se ordena sacerdote en 1946. La obra asistencial que realiza en el Hospital-Leprosería de Frontiles (Alicante), como coronación a su formación espiritual, reaviva su ilusión de marchar a Culión. Sin embargo, es destinado a Deusto como profesor de Derecho Político.

## Docencia universitaria y Doctorado
A la vez que da clases en la Universidad de Deusto y que ejerce de padre espiritual de algunos de los alumnos internos, realiza su Doctorado, el cual se centra en la cuestión de los Fueros de las Vascongadas y el Carlismo, sirviéndose, al efecto, de la amplísima correspondencia inédita que su familia poseía, en especial el epistolario cruzado por su abuelo, Tirso de Olazábal, con Carlos VII, su mujer Margarita de Borbón-Parma, el marqués de Cerralbo, la familia Orbe y los principales dirigente del movimiento carlista.